# Friedhof Ebelsberg

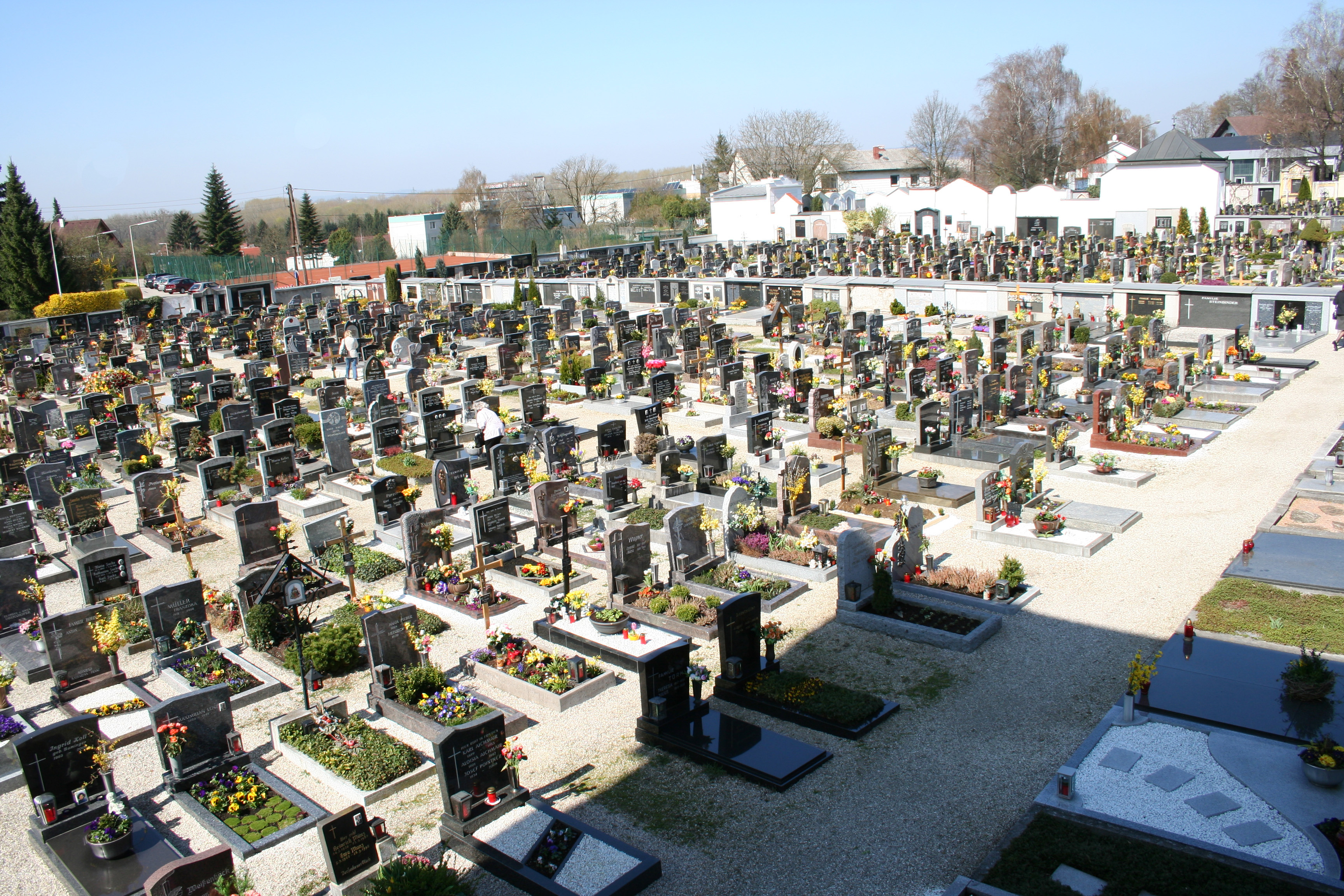
Ebelsberger Friedhof

Der Friedhof Ebelsberg zählt zur Gruppe der Friedhöfe in Linz und liegt im Stadtteil Ebelsberg. Der Friedhof wird von der Pfarre Ebelsberg betrieben. Friedhof und Kirche stehen unter Denkmalschutz.

## Geschichte
Der Friedhof ist seit dem 13. Jahrhundert urkundlich nachzuweisen. Er dürfte aber schon seit dem 9. Jahrhundert bestehen, wie neuere Forschungen angeben. 1787 wurde der neben der Kirche am Fadingerplatz liegende Friedhof an den heutigen Standort an der Florianer Straße verlegt. Er wurde mehrmals erweitert; der älteste Teil liegt im nördlichen Bereich nahe der Wiener Straße. Der Ebelsberger Friedhof war der Friedhof für die bis 1938 selbständigen Gemeinde Ebelsberg und ist heute der einzige Linzer Friedhof südlich der Traun.

## Friedhofskirche
Im Jahre 1957 wurde die Friedhofskapelle hl. Borromäus erbaut, die 2007 zur Filialkirche erhoben wurde. Im Altar befinden sich in einer Kapsel die Reliquien des hl. Gaudentius.

## Gräber
- Michael von Kast (1859–1932), Landeshauptmann und Minister, Besitzer von Schloss Ebelsberg
- Rudolf Postl (1862–1939), letzter Bürgermeister von Ebelsberg
- Josef Schützenberger (1918–2009), Landesrat